# Кампанотико II (Мачерата)
Кампанотико II (итал. Campanotico II) насеље је у Италији у округу Мачерата, региону Марке.
Према процени из 2011. у насељу је живело 38 становника. Насеље се налази на надморској висини од 500 м.